# Klokan rudý
Klokan rudý (Osphranter rufus, syn. Macropus rufus) je největší žijící vačnatec, a je nejrozšířenějším a největším druhem klokana. Vyskytuje se pouze ve vnitrozemí Austrálie, kde žije ve velkém počtu, převážně v oblastech pouští a polopouští. Svůj český název nezískal díky rudé barvě srsti, ale od barviva vylučovaného žlázou na prsou.

## Popis
Ve vzpřímeném postoji měří samec klokana rudého jako dospělý člověk, kdy může mít i něco přes dva metry. Je to jediný klokan, který má načervenalou / rudohnědou srst. Samice a mláďata tohoto druhu mají srst spíše modravě šedou a mají méně osrstěný čenich. Velikostně samec dorůstá do délky až 1,6 metrů, a váží až 90 kg. Samice jsou drobnější se svou délkou pod 1,1 metru a s průměrnou hmotností asi 30 kg. Tělesná teplota je asi 36 °C. Ocas je svalnatý a zhruba 1,2 m dlouhý, samice jej mají o něco kratší, a slouží jako opora, pokud se chtějí vztyčit na zadních nohách, a buší jím do země v případě nebezpečí. Mají nápadně dlouhé zadní končetiny se silnými svaly a vazy, díky kterým se dokáží bez námahy odrážet od země a velmi dobře skákat. Přední nohy jsou krátké s pěti prsty s ostrými drápy, klokani si jimi přidržují potravu, čistí srst a také boxují při vzájemných soubojích. Nejnápadnějším znakem je však jako u jiných klokanů vak na břiše samic.
Klokani cestují rychle a přeskakují překážky, takže se jedním skokem dostanou daleko. Zadní nohy se pohybují současně a ocas slouží k udržení rovnováhy a směru. Klokan rudý může při svých skocích dosáhnout rychlosti až 64 km za hodinu, kdy délka jednoho skoku byla odhadnuta na víc než 9 metrů. Výška skoků klokana rudého činí obvykle kolem 1,5 metru, může ale dosáhnout až úctyhodné hodnoty 3 metrů.
Klokan může jedinou ranou silných zadních nohou s ostrými drápy rozpárat člověku břicho, z tohoto důvodu má pro případ ochrany během vzájemných soubojů s dalšími samci na břiše obzvláště silnou kůži. Mimo ostrých drápů, které mohou způsobit i hluboká zranění, patří mezi nebezpečí i kopnutí a síla v ocase.
Počet jedinců je proměnlivý rok od roku. Když je období dešťů, může populace čítat až 12 000 000 jedinců, ale v období sucha klesá na pouhých 5 000 000. Samice jsou březí, jen když je dostatek dešťů a je dost zeleného rostlinstva. Za dlouhotrvajícího sucha se přestanou samcům tvořit spermie.

## Způsob života
Klokani žijí jenom v Austrálii a jsou australským protějškem jelenů a antilop z jiných oblastí světa. Obývají rozsáhlé suché oblasti ve vnitrozemí Austrálie, typicky otevřené prostranství s několika stromy kvůli stínu a vodním zdrojem. Obvykle žijí v početných stádech, neboli „tlupách“, o počtu 10 jedinců a ke každé skupině většinou patří alespoň jeden samec. Pokud jich je ve stádu více, bojují o vůdčí postavení. Existují však skupiny, ve kterých žijí stovky až tisíce klokanů rudých, a to většinou pokud se vyskytují v místech s bohatou pastvou. Většinou zůstávají ve stejné oblasti, ale změny životního prostředí je mohou donutit k cestování.
Klokan rudý je aktivní převážně v noci a přes den zůstává ukrytý ve stínu stromů či keřů. Stává se, že si pak na takových místech vyhrabe mělké „lože“, do kterých si lehá, aby unikl vedru. Během nejteplejšího období se prakticky nepohybuje. K ochlazování mu přispívají cévy, které má pod kůží na téměř holých předních tlapách. V případě velkých veder pak klokan natahuje přední končetiny před sebe, případně s nimi pohybuje, a tak se zbavuje nadbytečného tepla. Pro zvýšení efektu ochlazení si ještě namáčí tlapky slinami.
Klokani jsou rychlí a dobří skokani, kteří přeskakují překážky až 3 metry vysoké, a jedním skokem se dokáží dostat velmi daleko. Zadní nohy se pohybují současně a ocas slouží jako kormidlo k udržení směru a rovnováhy. Jsou i schopnými plavci a tak v případě nebezpečí, kdy je pronásleduje predátor, utíkají i do vody. Pokud je tam predátor pronásleduje, jsou schopni jej předníma nohama přidržet pod vodou a tak ho utopit.
Průměrná délka života klokana rudého ve volné přírodě je 12 až 18 let, v zoologických zahradách se dožívá i 25 let.

### Boxování
Souboje samců o vedoucí pozici také určují, kdo bude mít přístup k samicím. Takový souboj má podobu boxerského zápasu, kdy naproti sobě stojí dva samci na zadních nohách a snaží se jeden druhému snížit rovnováhu tím, že do druhého buší předníma nohama. Souboj se může zostřit tím, že do sebe začnou i kopat. V takových případech využívají ocas jako oporu a uštědřují jeden druhému kopance svýma silnýma zadníma nohama. Alfa samec, který souboj vyhraje, je nadále bojovný a udržuje sexuální chování až do doby, než je svržen jiným samcem. Samci, kteří souboj prohrají, se většinou straní a žijí o samotě.

## Potrava
Klokan rudý je býložravec, který se živí pouze trávou nebo větvičkami či listy keřů, případně jinými rostlinami. Pase se ohleduplněji než někteří z jeho příbuzných, jako například klokan šedý, který zpravidla ožírá rostliny až ke kořenům. Přestože klokani rudí žijí v nejsušších oblastech australského vnitrozemí, vyskytují se obvykle v blízkosti vodních zdrojů, ať už přírodních nebo umělých, kde je bujnější pastva. Na cestách za vodou překonávají stáda velmi dlouhé vzdálenosti.

## Rozmnožování
Vůdčí samec stáda klokanů rudých se páří se všemi samicemi v tlupě. Ty jsou připraveny k páření po celý rok, kdežto doba březosti je jen velmi krátká, trvá 12–33 dní. Klokan rudý má typickou rozmnožovací soustavu klokana a rodí většinou jen jedno mládě v jeden čas.
Vak klokana podepírají vakové kosti z pánve a kolem otvoru do vaku je sval, kterým se okraj může sevřít, aby z něj mládě nevypadlo. Mládě přichází na svět ještě jako embryo a váží pouhý jeden gram a není větší než pár centimetrů. Za pouhé dva dny po porodu je pak samice schopna opět zabřeznout a může za dobrých podmínek vychovat za dva roky až tři potomky. Dále bylo prokázáno, že klokaní samice je schopna adoptovat mládě jiné samice, což je běžné chování například u vlků a slonů.
Samice klokana rudého produkuje různé druhy mléka pro uspokojení rozdílných potřeb svých mláďat. Mládě, které už opustilo vak, potřebuje více energie, a proto saje na bradavce, která produkuje tučnější mléko.

### Vývoj mláděte
Stejně jako u jiných vačnatců i mládě klokana přichází na svět s nízkým stupněm vývoje. Je slepé, lysé a bezmocné. Po narození se vyšplhá pomocí silných předních nohou bezpečně až do matčina vaku. K tomu využívá cestičky, které mu matka jazykem vylízala v srsti na břiše. Ve vaku holé mládě nalezne mléčnou bradavku a zůstává u ní přisáté po dobu 70 dní, zatímco se pevně drží matčiny srsti. Až v pěti měsících poprvé začne vystrkovat hlavu z vaku. Vak mládě opouští, když váží přibližně 3,5 kg, ale mateřské mléko saje až do věku jednoho roku.
Samice může mít mláďata nepřetržitě – zatímco se jí ve vaku vyvíjí mládě a druhé už pobíhá venku s tím, že se do vaku přichází pouze napít, může mít v děloze oplozený další zárodek. Dále má pak i univerzální schopnost pozdržet porod do doby, než její předchozí mládě opustí vak.

## Klokan a člověk
Skákající klokani rudí mají jen málo přirozených nepřátel. Jeho hlavním nepřítelem je člověk a pro mláďata pes dingo a orli. Přirozeným predátorem byl pro ně vakovlk, který však už vyhynul.
Od nepaměti lovili lidé klokany pro maso a kůži. Nejprve to byli Australané a poté bílí osadníci. Ve 21. století klokani nejsou po chuti převážně chovatelům dobytka a ovcí, neboť představují potravní konkurenci pro jejich stáda, a to především v období, kdy je nedostatek vody a pastvy. I přesto, že se v případě nutnosti dokáží obejít bez vody po velmi dlouhou dobu, klokani často využívají umělé vodní zdroje, které si vybudovali lidé pro svá stáda, a proto jsou považování za škůdce. Mimo to jsou také výbornými skokany, pro které nejsou vysoké ploty žádnou překážkou. A i z tohoto důvodu je australští farmáři chytají do pastí, střílejí je a kladou otrávené návnady.
Také se často v noci srážejí s jedoucími vozidly, neboť nerespektují silnice a mohou být oslněni reflektory či vyděšeni zvukem motoru. Po srážce tak mohou být malá auta úplně zdevastována a lidé jsou pak ohroženi na životě, pokud je místo nárazu u čelního skla. V Austrálii jsou tak normální silniční značky „Kangaroo crossing“.
Přestože je takto každoročně zabito několik milionů klokanů rudých, patří tento druh mezi nejpočetnější a není přímo ohrožen vyhubením.

## Chov v zoo
V Evropě je chován přibližně v devíti desítkách zoo. V Česku se pak jedná o šest zařízení:
- Zoo Jihlava
- Zoo Olomouc
- Zoo Plzeň
- Zoo Praha
- Zoopark Stěžery
- Zoo Hluboká nad Vltavou

Na Slovensku je chován v Zoo Bojnice a Zoo Bratislava.

### Chov v Zoo Praha
Klokan rudý se v Zoo Praha objevil již čtyři roky po založení zoo v roce 1935. Další informace o tomto druhu pochází z roku 1953 a následně z 60. let 20. století. První úspěšný odchov se podařil v roce 1966.
Ke konci roku 2017 byly chovány tři samice. V roce 2018 byl dovezen samec (na konci roku tak byla chována čtyři zvířata). V listopadu a prosinci 2019 přišla na svět postupně dvě mláďata. Na konci daného roku tak bylo chováno šest jedinců. Další přírůstek byl zaznamenán v dubnu 2020.
Expozice klokanů je umístěna v horní části zoo mezi výběhy ledních medvědů a horní stanicí lanovky.